# 大賦格
B♭大調弦樂四重奏《大賦格》（德語：Große Fuge），貝多芬第133號作品，是创作于1825年至1826年间的單樂章弦樂四重奏，原本打算用作的終曲樂章。樂章以技術上難度及其內省性格（即使是貝多芬晚期作品之中）出名。乐曲创作时貝多芬已全聾。
貝多芬起初作此曲作為第13號弦樂四重奏的結尾，但由於樂章对於當時樂手的演奏技术要求太高，聽眾亦不太能接受，因而出版者請他另寫一段新的終曲。一向不理會觀眾意見及口味的貝多芬卻同意了，於是以第133號作品出版此賦格。
大多數19世紀樂評都不看好此大賦格。丹尼爾·格里戈里·梅森批評此曲使人很「反感」（repellent），而路易斯·施波尔就稱它及其它貝多芬晚期作品為「無法解释和無法修改的恐怖」。但自從20世紀初，人們對其評價逐渐好轉，現在大賦格被認為是貝多芬最出色的作品之一。斯特拉文斯基說：
|  | 這絶對是首當代音樂，而且永遠都會是當代。 |

## 分析
全曲时长约16分钟。
樂章開始時是24音節「序幕」（Overtura），介紹賦格的兩主題之一：來自貝多芬（Op.132）第一樂章的旋律。接着作品突然跳進強烈的雙賦格，其中採抑揚格的第二主題有大幅度的跳音，四支琴發出三連音、斷音及交叉旋律。
接着的賦格是一連串調、節奏、緩急互相對比的樂段。有時一節會忽然斷掉。將近尾時，音樂慢落來，時有長的停頓，接着序幕重現，帶入急速的終結。純以速度分配來看，可將之區分為幾段：
1. Overtura
2. Fuga 1. Allegro
3. Meno mosso e moderato
4. Allegro molto e con brio. Fuga 2
5. Meno mosso e moderato
6. Allegro molto e con brio. Coda

像貝多芬其它晚期的終曲（例如的歡樂頌）一樣，此賦格可以當作由多段子樂章組成的大樂章。每一小節都建立於原初主題的一次變奏上。作曲的手法亦為同期之代表：夾雜着變奏曲式、奏鳴曲式和賦格曲。

## 錄音推薦
- Alban Berg Quartett.  Vol. 2. EMI Records Ltd. 1993. Barcode 077775459227.

## 衍生作品

### 聯彈版大賦格及其手稿

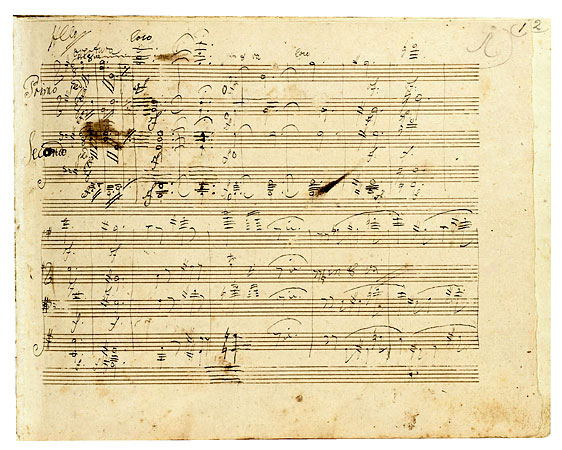
四手联弹版《大赋格》手稿

1826年初，出版商馬蒂亞斯·阿爾塔利亞在提出將大賦格從原本的弦樂四重奏作品中分拆之前，已向貝多芬指有「不少意見」希望此曲有一個鋼琴四手的改編版本（由於此曲當時並不受歡迎，因此這有可能僅是出版商的託辭），但當時貝多芬對此並無興趣。因此阿爾塔利亞轉而邀請奧地利作曲家安東·哈爾姆改編。然而貝多芬對該改編不甚滿意，於是自行譜寫一更忠於原作的版本。此版本於（第131號作品）之後完成，阿爾塔利亞以第134號作品出版。
2005年10月13日，有報導称賓夕法尼亞州溫尼伍德的柏爾馬神學院，一名圖書館管理員找到鑑證過的貝多芬1826年手稿，標題為「Grosse Fuge (a piano four-hands version of the op. 133 string quartet finale)」。此篇樂章即是貝多芬的鋼琴四手聯彈改編，已經失蹤了115年。
2005年12月1日，蘇富比拍賣此手稿，以112万英鎊（合195万美元）賣給了一名匿名買家。後來此人於2006年2月将此手稿及其它139份罕本原稿送給了紐約茱莉亞音樂學院，人们這才知道他是亿万富翁布魯斯·科夫勒。
此手稿曾出现在1890年柏林的一次拍卖会上，拍賣給了俄亥俄辛辛那提的一個企业家。1952年，其女兒将該手稿及其他音乐作品（包括莫扎特的幻想曲）送給了賓夕法尼亞州費城的一所教堂。其后那所圖書館不知道用什么方式得到了此份手稿。

### 弦樂團版本
指揮家、作曲家费利克斯·魏因加特纳曾將此曲改編予大型弦樂團演奏。

## 大眾文化
这篇作品在大眾文化中得到了回響。P·D·Q·巴赫寫了篇《最大賦格》（Grossest Fugue）。金·史丹利·羅賓遜寫了一本小說《Fifty Degrees Below》（New York: Bantam Books, 2005）說全球暖化，其中一幕，有一個人一邊在發了瘋似的吸塵，一邊将不同的房间中的麥克風聲響開至震耳欲聋，播放大賦格及《槌子键琴奏鳴曲》（Hammerklavier）的賦格樂章。

## 延伸閲讀
- Robert Winter，Robert Martin. . University of California Press. 1994. ISBN 0520082117.
- Joseph de Marliave. . Courier Corporation. 2004. ISBN 0486439658.
- Joseph Kerman. . New York: W.W. Norton & Co. 1966. ISBN 0393009092.

## 外部連結
- 大赋格（Op. 133），四手联弹版大赋格（Op. 134）：国际乐谱典藏计划上的乐谱
- Alex Ross. . 紐約客. 2006-02-06  [2019-07-21]. （原始内容存档于2020-10-20）.